# シドニー・ルメット
シドニー・ルメット（英語: Sidney Lumet, 1924年6月25日 - 2011年4月9日）は、アメリカ合衆国の映画監督、演出家。
女優・脚本家のジェニー・ルメットは3番目の妻ゲイルとの間に生まれた2人の娘の2人目。

## 経歴

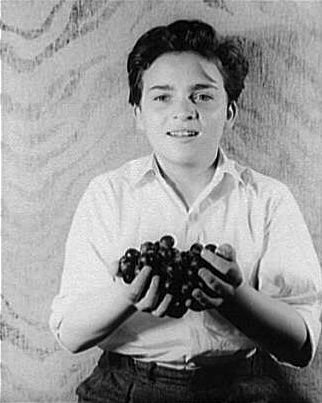
子役時代のルメット

### 幼少期
シドニー・ルメットは1924年6月25日にペンシルベニア州のフィラデルフィアで生まれた。彼の両親はポーランド系ユダヤ人で、イディッシュ劇場の演劇人だった。なお、父のバルーク・ルメット (Baruch Lumet) は息子が監督した『質屋』（1964年）と『グループ』（1966年）の2作品に出演している。幼少の頃一家でニューヨークに移り住み、以後そこを拠点にすることになる。
ルメットは4歳で子役としてラジオドラマに出演。5歳でイディッシュ芸術劇場の舞台を踏み、10代から子役としてブロードウェイの舞台に立った。1939年には映画にも出演している。1942年にコロンビア大学に入学するが、同時に陸軍に入隊し第二次世界大戦に従軍した。終戦後はオフ・ブロードウェイでイーライ・ウォラックやユル・ブリンナーたちと俳優グループを結成。このグループはのちにアクターズ・スタジオの母胎となったという。

### 演出家として
俳優活動に飽きたらなくなったルメットは、1950年代に演出家に転向する。CBSで黎明期のテレビドラマの制作に手腕を発揮し、売れっ子演出家となった。この頃のルメットは5年間に約500本の作品を演出したという。

### 『十二人の怒れる男』での成功
テレビ局を辞めたあと、1957年公開の劇映画『十二人の怒れる男』で監督を務める。劇映画としては初監督作品であったが、それまでにテレビドラマの演出で培ってきた能力を十分に発揮し、密室劇を舞台に陪審員制度を通して人の良心を問い質した本作でベルリン国際映画祭の金熊賞を受賞し、アカデミー監督賞にもノミネートされ、一躍人気監督の仲間入りを果たす。テレビ演出家から転じた映画監督としては草分け的存在であり、同時に非ハリウッド系の映画勢力であるニューヨーク派の旗手としての活躍が始まる。

### 1960年代
1960年代に入ると、多くの文芸作品を映画化するようになる。
1962年の『夜への長い旅路』ではキャサリン・ヘプバーンを主演に迎えて家族の愛憎を描き、第15回カンヌ国際映画祭で彼女を含む主要キャスト全員が演技部門で賞を独占した。
1964年にはホロコーストがテーマの『質屋』と東西冷戦における核の恐怖を描いた『未知への飛行』の2本を発表。前者では主演のロッド・スタイガーにベルリン国際映画祭男優賞をもたらす等の批評的成功を収めるが、後者ではスタンリー・キューブリック監督作『博士の異常な愛情』と公開時期がぶつかってしまい、似通った内容のために公開時期がずらされるという憂き目に遭い、評価も興行収入も微妙な結果となる。

### 1970年代
1970年代に入ると、アメリカン・ニューシネマの波に乗りながらも、娯楽映画でも力を発揮していく。
警察の汚職に立ち向かった実在する刑事を題材にした社会派映画『セルピコ』（1973年）と、実際に起きた銀行強盗を描いた『狼たちの午後』（1975年）では、アル・パチーノを主演に起用して迫真の演技を引き出させ、パチーノと共に高い評価を獲得。アガサ・クリスティの名作を映画化した『オリエント急行殺人事件』（1974年）では、小説の知名度に匹敵するキャスト（アルバート・フィニー、イングリッド・バーグマン、ショーン・コネリー、ローレン・バコール等）を起用して大ヒットを記録し、イングリッド・バーグマンには3度目のオスカーをもたらす。また、マスメディアの裏側と狂気に焦点を当てた『ネットワーク』（1976年）では、出演俳優3名にオスカーをもたらした上に興行的・批評的成功も収めることにも成功。毎年コンスタントに様々なジャンルの作品を発表しながらも同時に高い評価と興行的成功を収め、更には俳優にも高い評価をもたらすことから、アメリカ映画の中でも巨匠の地位を確立していく。
その後も『エクウス』（1977年）では主演のリチャード・バートンにアカデミー賞ノミネートをもたらし、自身にとっては初となるミュージカル映画『ウィズ』（1978年）では、成功とまではいかなかったものの、助演で出演したマイケル・ジャクソンは高い評価を獲得した。

### 1980年代から晩年
1980年代に入っても精力的に映画を発表する。『プリンス・オブ・シティ』（1981年）と『評決』（1982年）では再びアカデミー賞にノミネートされ、社会派監督としての評価を更に高める。1988年の『旅立ちの時』でもリヴァー・フェニックスがアカデミー助演男優賞にノミネートされる等の評価を獲得するが、1990年代に入ると嘗てのような評価を得られなくなっていき、特に1999年公開の『グロリア』は主演女優のシャロン・ストーンがゴールデンラズベリー賞にノミネートされるなど駄作の烙印を押され、ルメット自身も終わった監督だと見なされる結果となる。
しかし、最後の作品となった2007年の『その土曜日、7時58分』では往年の緊張感溢れる演出が復活し、批評家たちからも傑作と評価されルメット健在を印象付けた。
ルメットはアカデミー監督賞に4度、英国アカデミー賞監督賞に3度、カンヌ国際映画祭パルム・ドールに4度ノミネートされたが、これらはいずれも受賞には至らなかった。しかし2005年にはその生涯における業績を評価され、アカデミー名誉賞を贈られた。
2011年4月9日、リンパ腫のためニューヨークの自宅で死去。86歳没。

## 作風
自身の出身地でもあるニューヨークを舞台に硬派な社会派映画作品を撮り続けた。また、リアリズムに徹した骨太な演出が特徴であり、役者に対しても徹底的な役へのアプローチを求めた。

## 監督作品
左から製作年度、映画の邦題、原題の順に記述する。
- 1957年 『十二人の怒れる男』 - 12 Angry Men
- 1958年 『女優志願』 - Stage Struck
- 1959年 『私はそんな女』 - That Kind of Woman
- 1959年 『蛇皮の服を着た男』 - The Fugitive Kind
- 1962年 『橋からの眺め』 - A View from the Bridge
- 1962年 『夜への長い旅路』 - Long Day's Journey into Night
- 1964年 『質屋』 - The Pawnbroker
- 1964年 『未知への飛行』 - Fail-Safe
- 1965年 『丘』 - The Hill
- 1966年 『グループ』 - The Group
- 1967年 『恐怖との遭遇』 - The Deadly Affair
- 1968年 『グッバイ・ヒーロー』 - Bye Bye Braverman
- 1968年 『The Sea Gull』（日本未公開）
- 1969年 『約束』 - The Appointment
- 1970年 『King: A Filmed Record... Montgomery to Memphis』（日本未公開）
- 1970年 『はるかなる南部』 - Last of the Mobile Hot Shots
- 1971年 『ショーン・コネリー/盗聴作戦』 - The Anderson Tapes
- 1972年 『Child's Play』（日本未公開）
- 1972年 『怒りの刑事』 - The Offence
- 1973年 『セルピコ』 - Serpico
- 1974年 『Lovin' Molly』（日本未公開）
- 1974年 『オリエント急行殺人事件』 - Murder on the Orient Express
- 1975年 『狼たちの午後』 - Dog Day Afternoon
- 1976年 『ネットワーク』 - Network
- 1977年 『エクウス』 - Equus
- 1978年 『ウィズ』 - The Wiz
- 1980年 『Just Tell Me What You Want』（日本未公開）
- 1981年 『プリンス・オブ・シティ』 - Prince of the City
- 1982年 『デストラップ・死の罠』 - Death Trap
- 1982年 『評決』 - The Verdict
- 1983年 『Daniel』（日本未公開）
- 1984年 『ガルボトーク/夢のつづきは夢…』 - Garbo Talks
- 1986年 『キングの報酬』 - Power
- 1986年 『モーニングアフター』 - The Morning After
- 1988年 『旅立ちの時』 - Running on Empty
- 1989年 『ファミリービジネス』 - Family Business
- 1990年 『Q&A』 - Q&A
- 1992年 『刑事エデン/追跡者』 - A Stranger among Us
- 1993年 『ギルティ/罪深き罪』 - Gulty as Sin
- 1997年 『NY検事局』 - Night Falls on Manhattan
- 1997年 『Critical Care』（日本未公開）
- 1999年 『グロリア』 - Gloria
- 2004年 『強制尋問』 - Strip Search（TVムービー）
- 2006年 『コネクション マフィアたちの法廷』 - Find Me Guilty
- 2007年 『その土曜日、7時58分』 - Before the Devil Knows You're Dead

## 受賞歴
※本来はプロデューサーが受取人である作品賞の受賞・ノミネートも含む。
| 賞                                   | 年     | 部門                       | 作品                           | 結果       |
| ------------------------------------ | ------ | -------------------------- | ------------------------------ | ---------- |
| ベルリン国際映画祭                   | 1957年 | 金熊賞                     | 『十二人の怒れる男』           | 受賞       |
| ベルリン国際映画祭                   | 1957年 | 国際カトリック映画事務局賞 | 『十二人の怒れる男』           | 受賞       |
| アカデミー賞                         | 1957年 | 作品賞                     | 『十二人の怒れる男』           | ノミネート |
| アカデミー賞                         | 1957年 | 監督賞                     | 『十二人の怒れる男』           | ノミネート |
| アカデミー賞                         | 1975年 | 作品賞                     | 『狼たちの午後』               | ノミネート |
| アカデミー賞                         | 1975年 | 監督賞                     | 『狼たちの午後』               | ノミネート |
| アカデミー賞                         | 1976年 | 作品賞                     | 『ネットワーク』               | ノミネート |
| アカデミー賞                         | 1976年 | 監督賞                     | 『ネットワーク』               | ノミネート |
| アカデミー賞                         | 1981年 | 脚色賞                     | 『プリンス・オブ・ザ・シティ』 | ノミネート |
| アカデミー賞                         | 1982年 | 作品賞                     | 『評決』                       | ノミネート |
| アカデミー賞                         | 1982年 | 監督賞                     | 『評決』                       | ノミネート |
| アカデミー賞                         | 2006年 | 名誉賞                     | -                              | 受賞       |
| ゴールデングローブ賞                 | 1957年 | 作品賞 (ドラマ部門)        | 『十二人の怒れる男』           | ノミネート |
| ゴールデングローブ賞                 | 1957年 | 監督賞                     | 『十二人の怒れる男』           | ノミネート |
| ゴールデングローブ賞                 | 1973年 | 作品賞 (ドラマ部門)        | 『セルピコ』                   | ノミネート |
| ゴールデングローブ賞                 | 1975年 | 作品賞 (ドラマ部)          | 『狼たちの午後』               | ノミネート |
| ゴールデングローブ賞                 | 1975年 | 監督賞                     | 『狼たちの午後』               | ノミネート |
| ゴールデングローブ賞                 | 1976年 | 作品賞 (ドラマ部門)        | 『ネットワーク』               | ノミネート |
| ゴールデングローブ賞                 | 1976年 | 監督賞                     | 『ネットワーク』               | 受賞       |
| ゴールデングローブ賞                 | 1981年 | 作品賞 (ドラマ部門)        | 『プリンス・オブ・ザ・シティ』 | ノミネート |
| ゴールデングローブ賞                 | 1981年 | 監督賞                     | 『プリンス・オブ・ザ・シティ』 | ノミネート |
| ゴールデングローブ賞                 | 1982年 | 作品賞 (ドラマ部門)        | 『評決』                       | ノミネート |
| ゴールデングローブ賞                 | 1982年 | 監督賞                     | 『評決』                       | ノミネート |
| ゴールデングローブ賞                 | 1988年 | 作品賞 (ドラマ部門)        | 『旅立ちのとき』               | ノミネート |
| ゴールデングローブ賞                 | 1988年 | 監督賞                     | 『旅立ちのとき』               | ノミネート |
| 英国アカデミー賞                     | 1957年 | 作品賞                     | 『十二人の怒れる男』           | ノミネート |
| 英国アカデミー賞                     | 1966年 | 作品賞                     | 『丘』                         | ノミネート |
| 英国アカデミー賞                     | 1966年 | 英国作品賞                 | 『丘』                         | ノミネート |
| 英国アカデミー賞                     | 1966年 | 国連賞                     | 『未知への飛行』               | ノミネート |
| 英国アカデミー賞                     | 1967年 | 国連賞                     | 『質屋』                       | ノミネート |
| 英国アカデミー賞                     | 1968   | 英国作品賞                 | 『恐怖との遭遇』               | ノミネート |
| 英国アカデミー賞                     | 1974年 | 作品賞                     | 『オリエント急行殺人事件』     | ノミネート |
| 英国アカデミー賞                     | 1974年 | 監督賞                     | 『オリエント急行殺人事件』     | ノミネート |
| 英国アカデミー賞                     | 1974年 | 監督賞                     | 『セルピコ』                   | ノミネート |
| 英国アカデミー賞                     | 1975年 | 作品賞                     | 『狼たちの午後』               | ノミネート |
| 英国アカデミー賞                     | 1975年 | 監督賞                     | 『狼たちの午後』               | ノミネート |
| 英国アカデミー賞                     | 1976年 | 作品賞                     | 『ネットワーク』               | ノミネート |
| 英国アカデミー賞                     | 1976年 | 監督賞                     | 『ネットワーク』               | ノミネート |
| 全米監督協会賞                       | 1957年 | 長編映画監督賞             | 『十二人の怒れる男』           | ノミネート |
| 全米監督協会賞                       | 1962年 | 長編映画監督賞             | 『夜への長い旅路』             | ノミネート |
| 全米監督協会賞                       | 1964年 | 長編映画監督賞             | 『質屋』                       | ノミネート |
| 全米監督協会賞                       | 1973年 | 長編映画監督賞             | 『セルピコ』                   | ノミネート |
| 全米監督協会賞                       | 1974年 | 長編映画監督賞             | 『オリエント急行殺人事件』     | ノミネート |
| 全米監督協会賞                       | 1975年 | 長編映画監督賞             | 『狼たちの午後』               | ノミネート |
| 全米監督協会賞                       | 1976年 | 長編映画監督賞             | 『ネットワーク』               | ノミネート |
| 全米監督協会賞                       | 1992年 | D・W・グリフィス賞         | -                              | 受賞       |
| ニューヨーク映画批評家協会賞         | 1957年 | 作品賞                     | 『十二人の怒れる男』           | 次点       |
| ニューヨーク映画批評家協会賞         | 1957年 | 監督賞                     | 『十二人の怒れる男』           | 次点       |
| ニューヨーク映画批評家協会賞         | 1964年 | 作品賞                     | 『質屋』                       | 次点       |
| ニューヨーク映画批評家協会賞         | 1976年 | 作品賞                     | 『ネットワーク』               | 次点       |
| ニューヨーク映画批評家協会賞         | 1981年 | 作品賞                     | 『プリンス・オブ・ザ・シティ』 | 次点       |
| ニューヨーク映画批評家協会賞         | 1981年 | 監督賞                     | 『プリンス・オブ・ザ・シティ』 | 受賞       |
| ニューヨーク映画批評家協会賞         | 1981年 | 脚本賞                     | 『プリンス・オブ・ザ・シティ』 | 次点       |
| ニューヨーク映画批評家協会賞         | 2007年 | 生涯功労賞                 | -                              | 受賞       |
| カンザスシティ映画批評家協会賞       | 1981年 | 監督賞                     | 『プリンス・オブ・ザ・シティ』 | 受賞       |
| 全米映画批評家協会賞                 | 1981年 | 作品賞                     | 『プリンス・オブ・ザ・シティ』 | 2位        |
| 全米映画批評家協会賞                 | 1981年 | 監督賞                     | 『プリンス・オブ・ザ・シティ』 | 2位        |
| 全米映画批評家協会賞                 | 1981年 | 脚本賞                     | 『プリンス・オブ・ザ・シティ』 | 3位        |
| ナショナル・ボード・オブ・レビュー賞 | 1982年 | 監督賞                     | 『評決』                       | 受賞       |
| ナショナル・ボード・オブ・レビュー賞 | 1996年 | ビリー・ワイルダー賞       | -                              | 受賞       |
| ロサンゼルス映画批評家協会賞         | 1975年 | 作品賞                     | 『狼たちの午後』               | 受賞       |
| ロサンゼルス映画批評家協会賞         | 1975年 | 監督賞                     | 『狼たちの午後』               | 受賞       |
| ロサンゼルス映画批評家協会賞         | 1975年 | 作品賞                     | 『ネットワーク』               | 受賞       |
| ロサンゼルス映画批評家協会賞         | 1975年 | 監督賞                     | 『ネットワーク』               | 受賞       |
| ロサンゼルス映画批評家協会賞         | 2003年 | 生涯功労賞                 | -                              | 受賞       |